# Athlon 64
Athlon 64 er AMD's 8. generation af processorer. Serien er kendetegnet ved at være den første processor, der bruger x86 instruktionssæt, der kan køre både 32 bit og 64 bit programmer.
Den findes i flere udgaver. Athlon 64, Athlon 64 FX, Athlon 64 X2, Turion 64, Turion 64 X2, Opteron med flere.
FX serien er rettet mod entusiasterne, som vil have det en tand hurtigere end den normale Athlon 64. Athlon 64 X2 er en dobbeltkernet processor, det vil sige at der er to kerner på hvert CPU.
AMD angiver hastigheden for CPU'erne ved an såkaldt PR rating og ikke kun ved deres clockfrekvens (MHz), f.eks. 3700+. Dette betyder, at den yder ligeså godt som AMDs originale Athlon Thunderbird ved 3,7 GHz, men egentlig ikke kører med så høj frekvens.
- Wikimedia Commons har flere filer relateret til Athlon 64

| Hardware | Spire Denne artikel om computere og anden hardware er en spire som bør udbygges. Du er velkommen til at hjælpe Wikipedia ved at udvide den. |